# Karl Friedrich von Kübeck

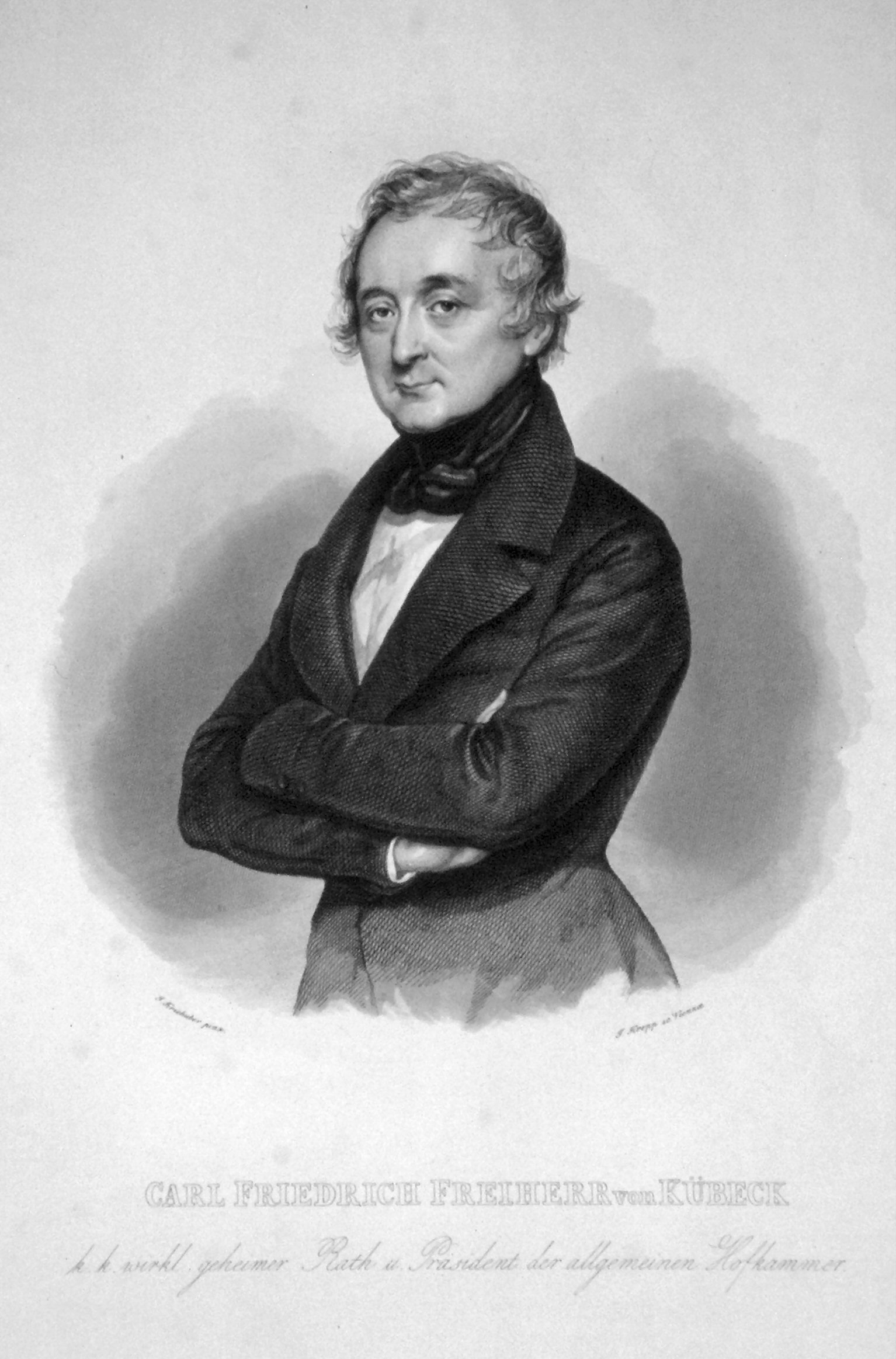
Karl Friedrich von Kübeck, Stich von Ignaz Krepp nach Josef Kriehuber, um 1840

Karl Friedrich von Kübeck, Freiherr von Kübau (* 28. Oktober 1780 in Iglau, Mähren; † 11. September 1855 in Hadersdorf bei Wien) war ein österreichischer Staatsmann.

## Leben
Der Sohn des Schneiders Peter Kübeck studierte in Wien und Prag und trat 1800 in Olmütz in den Staatsdienst. Während seines Studiums war er in den Jahren 1796 bis 1801 mit Ludwig van Beethoven in Kontakt, worüber sein Tagebuch informiert. Kübecks überragende Begabung und sein Fleiß ermöglichten ihm den Abschluss seines Studiums in kürzestmöglicher Zeit. Durch die Kenntnis aller „Normalien“ der österreichischen Staatsverwaltung wurde er für seine Vorgesetzten unentbehrlich. Im Alter von 35 Jahren war Kübeck bereits Hofrat mit 5.000 Gulden Jahresgehalt. 1840 wurde er zum Hofkammer-Präsidenten ernannt, 1850 zum Präsidenten des Reichsrats. 1815 wurde er in den erbländischen Ritterstand erhoben, im Jahr 1825 erhielt er die Freiherrnwürde.
Seine steile Beamtenkarriere hatte folgende Stationen:
- 1809 Regierungsrat bei der Hofkanzlei
- 1812 Hofrat bei der Hofkanzlei
- 1814 Referent im Staatsrat für Finanzsachen
- 1815 schlägt er mit Franz von Pillersdorf die Errichtung einer Nationalbank vor.
- 1821 Staats- und Konferenzrat. Begleiter von Kaiser Franz I. auf die Kongresse von Laibach und Verona
- 1825 Erhebung in den Freiherrnstand
- 1839 Reorganisation des Generalrechnungsdirektoriums.
- 1840 Präsident der Hofkammer
- 1841 Ernennung zum Vorsteher des Münz- und Bergwesens
- 1846 legte er die Grundlage für das österreichische Telegraphennetz.

Während dieser Zeit trat er im Sinne der Aufklärung für eine starke staatliche Autorität und gemäßigte Reformen ein. 1848 verließ er den Staatsdienst und übernahm jedoch in der ersten Revolutionsregierung 1848 das Finanzministerium, wurde 1849 als Nachfolger von Anton von Doblhoff-Dier in den Kremsierer Reichstag und in die Frankfurter Nationalversammlung gewählt. Kübeck wurde im Verlauf der Revolution zum Verfechter einer konservativen absolutistischen Staatsauffassung. Als Vertrauter des jungen Kaisers Franz Joseph entwarf er zusammen mit Franz Graf Stadion die Verfassung von 1849, bewog aber Ende 1851 den Kaiser, die Verfassung aufzuheben und zum Neoabsolutismus überzugehen, dessen Grundsätze er selbst gestaltete. Er war maßgeblich an der Ausarbeitung der Reichsratsstatuten beteiligt, dessen Präsident er wurde. Seine Tagebücher sind eine wichtige Geschichtsquelle für die 1. Hälfte des 19. Jahrhunderts.
Kübeck war seit 1808 mit Franziska Bager († 1825) verheiratet und hatte mit ihr zwei Töchter und einen Sohn. 1827 heiratete er in zweiter Ehe Julie Lang; aus der Ehe gingen zwei Söhne und eine Tochter hervor. Von seinem Schwiegervater Josef Lang erbte er die mährische Herrschaft Lechwitz. Er verstarb 1855 an der Cholera und wurde in der Kübeckschen Grabkapelle auf dem Lechwitzer Schlossberg beigesetzt.
Der Politiker Max von Kübeck (1835–1913) war sein Sohn, ebenso der am 2. April 1830 geborene Fregattenfähnrich Julius von Kübeck, der am 5. März 1852 an Bord von SMS „Marianna“ vor der Po-Mündung den Tod fand. Der k.k. Statthalter Guido Kübeck und der Diplomat Alois Kübeck von Kübau waren seine Neffen, Söhne seines jüngeren Bruders. Karl Friedrich von Kübeck war zudem der Großvater des Politikers Robert Graf von Terlago (1842–1927).
Im Jahr 1876 wurde in Wien-Landstraße (3. Bezirk) die Kübeckgasse nach ihm benannt.

## Schriften
- Friedrich Walter (Hrsg. und eigel.): Carl Friedrich Frhr. Kübeck von Kübau: Aus dem Nachlass des Freiherrn Carl Friedrich Kübeck von Kübau. Tagebücher, Briefe, Aktenstücke (1841–1855) (= Veröffentlichungen der Kommission für Neuere Geschichte Österreichs. 45). Böhlau, Graz u .a. 1960.